# 南甘馬粦省
南甘馬粦省（Camarines Sur）是菲律賓呂宋比科爾政區的一個省份。首府為皮利（Pili）。南甘馬粦省北鄰北甘馬粦省及奎松省，南面則是阿爾拜省。東邊則是馬卻達海峽（Maqueda Channel）與島嶼省份卡坦端內斯省。

## 延伸阅读
[在维基数据编辑]
 《欽定古今圖書集成·方輿彙編·邊裔典·合貓里部》，出自陈梦雷《古今圖書集成》
 《明史卷三百二十三》，出自《明史》